# Niwaella delicata
Niwaella delicata és una espècie de peix de la família dels cobítids i de l'ordre dels cipriniformes que es troba al Japó.
Viu en zones de clima temperat. Els mascles poden assolir 9,5 cm de llargària total i les femelles 11.